# Theodor Petřina
Theodor Petřina (11. května 1842 Linec – 7. března 1928 Praha-Smíchov) byl lékař v oboru vnitřní lékařství a vysokoškolský učitel.

## Život
Byl synem českého fyzika a matematika Františka Adama Petřiny. Od roku 1861 studoval na Karlově univerzitě v Praze. V roce 1865 získal doktorát jako internista a v roce 1867 jako chirurg.
Působil ve Všeobecné nemocnici v Praze a v roce 1872 se habilitoval z vnitřního lékařství. Byl asistentem na 2. lékařské klinice Antona von Jaksche, jehož dceru si vzal. V roce 1882 byl jmenován mimořádným profesorem na Karlo-Ferdinandově univerzitě. Kromě toho působil v letech 1901 až 1912 jako primář v pražské Obchodní nemocnici. Petřina významně přispěl k organizaci lékařského povolání v Království českém. V letech 1895 až 1922 byl předsedou německé sekce Českého spolku lékařů, čestným členem Ústředního spolku německých lékařů v Čechách a Spolku německých lékařů v Praze. Mezi jeho vědecké publikace patří komplexní klinické práce o lokalizaci v mozkové kůře, zejména o senzorických oblastech, o karcinomech pobřišnice a neurózách.

## Dílo
- Klinische Beiträge zur Localisation der Gehirntumoren. Prag 1877.
- Die Neurasthenie und ihre Behandlung. 1889.
- Zur Diagnose der angeborenen Pulmoalstenose und Persistenz des Ductus Botalli. In: Prager Med. Wochenschrift. XXIX. Nr. 8, Prag 1904.
- Die Organisation der Ärzteschaft. Stellung des Zentralvereines und der Ärztekammer in derselben. 1904.